# Ischnolepis graminifolia
Ischnolepis graminifolia är en oleanderväxtart som först beskrevs av Julien Noël Costantin och Gallaud, och fick sitt nu gällande namn av J. Klackenberg. Ischnolepis graminifolia ingår i släktet Ischnolepis och familjen oleanderväxter. Inga underarter finns listade i Catalogue of Life.